# IPhone OS 1
iPhone OS 1（アイフォーン オーエス ワン）は、Appleが開発していたモバイルオペレーティングシステムiOSの最初のメジャーリリースである。2007年6月29日にリリースされた。

## 概要
iPhone OS 1は、2007年1月9日に開催されたMacworld Conference & Expoのスティーブ・ジョブズによる基調講演で発表され、2007年6月29日にiPhone (初代)と一緒にリリースされた。
対応端末は、iPhone (初代)とiPod touch (第1世代)。
iPhone OS 1のリリース当初は正式名称は無く、Appleのマーケティング資料にはiPhoneにApple製デスクトップOS Mac OS X（現macOS）を搭載していると記載されていた。2008年3月6日、iPhone用のソフトウェア開発キット（iPhone SDK）のリリースに伴い、AppleはiPhoneに搭載されるオペレーティングシステムの正式名称を「iPhone OS」と命名した（iPhone OSという名称は2010年6月7日に「iOS」へと改称した）。
iPhone OS 1.1.3へのアップデートは、iPhone端末では無料だったが、iPod touch端末では19.95ドルの課金が必要だった。
2008年7月11日にiPhone OS 2に引き継がれた。

## 機能
iPhone OS 1ではサードパーティーによるアプリを使うことが出来なかったため、使用できるのは標準搭載されているアプリのみであった。以下がiPhone OS 1.0に標準搭載されていたアプリである。
- Text
- カレンダー
- 写真
- カメラ
- YouTube
- 株価
- マップ
- 天気
- 時計
- 計算機
- メモ
- 設定
- 電話
- メール
- Safari
- iPod（iPhoneのみ）
- ミュージック（iPod touchのみ）
- ビデオ（iPod touchのみ）

## バージョン
iPhone OS 1のアップデートについて。
| 新機能・変更点（1.x） | 新機能・変更点（1.x） | 新機能・変更点（1.x） | 新機能・変更点（1.x） |
| バージョン            | ビルド番号            | 配布開始日            | 内容 |
| --------------------- | --------------------- | --------------------- | --- |
| 1.0                   | 1A543a                | 2007年6月29日         | 最初のリリースバージョン。 |
| 1.0.1                 | 1C25                  | 2007年7月31日         | Safariのセキュリティ修正を含むバグ修正 |
| 1.0.2                 | 1C28                  | 2007年8月21日         | バグ修正 |
| 1.1                   | 3A101a                | 2007年9月14日         | iPod touch (第1世代)で初公開。音楽や動画、着信音などを購入できるiTunes Storeを搭載 |
| 1.1.1                 | 3A109a 3A110a         | 2007年9月27日         | iPhoneにiTunes Storeを追加、セキュリティ修正 |
| 1.1.2                 | 3B48b                 | 2007年11月12日        | バグ修正 |
| 1.1.3                 | 4A93                  | 2008年1月15日         | 以下の新機能を搭載： - ホーム画面のアイコンを並べ替え - WebサイトのWebクリップの作成に対応 - iTunes StoreからMacまたはPCにダウンロードしたムービーを再生 - グループにテキストメッセージを送信 - マップの機能強化 - セキュリティ修正 |
| 1.1.4                 | 4A102                 | 2008年2月26日         | バグ修正 |
| 1.1.5                 | 4B1                   | 2008年7月15日         | iPod touch (第1世代)のみ |

注釈:iPhone 2G向けの最新バージョンは1.1.4、iPod touch (第1世代)向けの最新バージョンは1.15の為、最新バージョンが2つ存在する事になる。

## 対応端末

### iPhone
- iPhone (初代)

### iPod touch
- iPod touch (第1世代)